# Wysokie (rejon piński)
Wysokie (biał. Высокае; ros. Высокое) – wieś na Białorusi, w obwodzie brzeskim, w rejonie pińskim, w sielsowiecie Horodyszcze, nad Piną. Położone jest przy linii kolejowej Łuniniec – Żabinka i przy drodze republikańskiej R8.
W dwudziestoleciu międzywojennym leżało w Polsce, w województwie poleskim, w powiecie pińskim, w gminie Pinkowicze. Po II wojnie światowej w granicach Związku Sowieckiego. Od 1991 w niepodległej Białorusi.